# Paul D. Boyer
Paul Delos Boyer, född 31 juli 1918 i Provo, Utah, död 2 juni 2018 i Los Angeles, Kalifornien, var en amerikansk kemist som mottog Nobelpriset i kemi år 1997. Han tilldelades priset för sitt "klargörande av den enzymatiska mekanismen för syntes av adenosintrifosfat (ATP)". Han delade halva prissumman med engelsmannen John E. Walker. Den andra halvan tilldelades dansken Jens Christian Skou.
Boyer blev Ph.D. i biokemi 1943 vid University of Wisconsin, Madison, USA. 1963-1989 var han professor i kemi vid Department of Chemistry & Biochemistry, University of California at Los Angeles (UCLA) och 1965–1983 Director vid the Molecular Biology Institute, UCLA. Från 1990 han var verksam som professor emeritus vid UCLA. Boyer blev 1970 medlem av National Academy of Sciences och blev hedersdoktor vid Stockholms universitet 1974.
ATP (Adenosintrifosfat) fungerar som energitransportör hos alla levande organismer från bakterier och svampar till växter och djur inklusive människor. ATP fångar upp den kemiska energi, som erhålls vid förbränning av födoämnen och överför den till reaktioner, som fordrar tillförsel av energi. ATP är uppbyggt av nukleosiden adenosin kopplad till tre fosfatgrupper i rad. Vid avspjälkning av den yttersta fosfatgruppen bildas adenosindifosfat (ADP) samtidigt som den frigjorda energin kan tas om hand för andra reaktioner.
Under 1940 och 50-talen klarlades att huvuddelen av ATP bildas vid cellandningen i mitokondrierna och vid fotosyntesen i växternas kloroplaster. År 1960 isolerade amerikanen Efraim Racker och medarbetare från mitokondrier enzymet ATP-syntas som deltar i processen att tillverka ATP. Samma enzym finns i kloroplaster och bakterier. 
Boyer påbörjade sina studier av ATP-bildning redan på 1950-talet. Hans huvudsakliga intresse var att med isotopteknik ta reda på hur ATP-syntas fungerar och särskilt hur det utnyttjar energin för att bilda nytt ATP.
Walker studerade ATP-syntas i början av 1980-talet. Hans utgångspunkt var att det krävs en detaljerad kemisk och strukturell kunskap om ett enzym, för att förstå hur det i detalj fungerar. Han bestämde därför aminosyra-sekvenserna hos de proteinenheter som ingår. Under 1990-talet har han samverkat med kristallografer för att klarlägga den tredimensionella strukturen av ATP-syntas.